# Steve Carver
Pour les articles homonymes, voir Carver.
Steve Carver est un réalisateur américain né le 5 avril 1945 à Brooklyn, New York et mort le 8 janvier 2021 à Los Angeles de complications liées au Covid-19.

## Filmographie
- 1971 : The Tell-Tale Heart (court métrage)
- 1974 : La Révolte des gladiatrices (The Arena)
- 1974 : Super Nanas (en) (Big Bad Mama)
- 1975 : Capone
- 1976 : L'Enfer des mandingos (Drum)
- 1979 : Fast Charlie... the Moonbeam Rider
- 1979 : Des nerfs d'acier (en) (Steel)
- 1980 : Angel City (en) (téléfilm)
- 1981 : Dent pour dent (An Eye for an Eye)
- 1983 : Œil pour œil (Lone Wolf McQuade)
- 1986 : Oceans of Fire (en) (téléfilm)
- 1987 : Jacks... De vrais champions (en) (Jocks)
- 1988 : À l'épreuve des balles (Bulletproof)
- 1989 : La Rivière de la mort (River of Death)
- 1996 : The Wolves